# Panasonic
Panasonic Corporation (パナソニック株式会社 Panasonikku Kabushiki-gaisha) fiind cunoscut în trecut ca și Matsushita Electric Industrial Co., Ltd (松下電器産業株式会社 Matsushita Denki Sangyō Kabushiki-gaisha) este un brand internațional de aparate electronice cu sediul în Osaka din Japonia.
Compania a fost fondată în 1918 iar în prezent Panasonic este printre cele mai mari companii de electronice din Japonia, concurând cu Sony, Hitachi, Toshiba și Canon Inc. Pe lângă electronice, Panasonic oferă astfel de produse non-electronice și servicii pentru reinovarea casei. Panasonic este de asemenea pe locul 4 în lume când vine vorba de cota pieței.

## Nume
Începând din 1918 și până în 1 octombrie 2008, compania avea numele „Matsushita Electric Industrial Co., Ltd”. În 10 ianuarie 2008, compania a anunțat faptul că își va schimba numele în „Panasonic Corporation”, cu efectul în 1 octombrie 2008, pentru a conforma cu numele brandului său global „Panasonic”. Numele a fost aprobat la o întâlnire de acționari pe 26 iunie 2008 după o consultare cu familia Matsushita.

### 1918 - 2000
Panasonic a fost fondat în 1918 de către Konosuke Matsushita ca furnizor de soclu de lămpi duplex. În 1927 a început producția de lămpi pentru biciclete, primul produs a fost lansat sub numele brandului de National.
În timpul celui de al doilea război mondial compania producea în fabrici în Japonia și alte părți ale Asiei componente electrice și aparate ca și candelabre, motoare, fiare de călcat, echipament wireless și primul său aspirator.
În 1961, Konosuke Matsushita a plecat în Statele Unite ale Americii cu scopul de a întâlni diferiți furnizori americani. Compania a început să producă televizoare pentru S.U.A. sub numele de Panasonic, iar în 1979 și-a extins brandul și în Europa.
Sub numele de brand Technics compania a produs în Japonia pentru prima dată un difuzor ”hi-fidelity”. Curând această linie de componente stereo de înaltă calitate a devenit un lucru favorit în întreaga lume. Printre cele mai cunoscute produse fiind gramofonul SL-1200 fiind cunoscut ca fiind un gramofon de înaltă calitate și durabilitate.
În noiembrie 1990, Matsushita a achiziționat compania americană de mass-media, MCA Inc. pentru 6.59 miliarde de dolari americani. În aprilie 1995 Matsushita a vândut 80% din MCA la Seagram Company pentru 7 miliarde de dolari americani.

### 2000 - prezent
În 2 mai 2002, cu ocazia împlinirii a 35 de ani de la înființare, Panasonic Canada a donat 5 milioane de dolari în ajutorul construirii unui ”oraș al muzicii” pe malul mării din Toronto.
În 19 ianuarie 2006, Panasonic a anunțat că nu va mai produce televizoare analoage focusându-se pe televizoare digitale.
În 3 noiembrie 2008, Panasonic și Sanyo au anunțat că Sanyo va fi cumpărat de către Panasonic. Acest lucru s-a întâmplat în decembrie 2009 iar rezultatul a fost o companie cu venituri în valoare de 11.2 trilioane de yeni japonezi (aproximativ 110 miliarde de dolari americani).
După ce Pioneer a anunțat că va renunța la producția de ecrane HDTV Kuro plasma, Panasonic a achiziționat multe din brevetele de invenție ale lui Pioneer și a încorporat aceste tehnologii în propriile lor produse.

## Panasonic în România
Cifra de afaceri, după anul financiar (încheiat la 31 martie):
- 2010-2011: 57,7 milioane de euro[17]
- 2009-2010: 55 milioane de euro[17]
- 2007-2008: 60 milioane de euro[18].
- 2006-2007: 46 milioane de euro[18]